# 앤세스터: 인류의 여정
《앤세스터: 인류의 여정》(Ancestors: The Humankind Odyssey)은 파나시 디지털 게임스가 개발하고 프라이빗 디비전이 배급한 3차원 생존 게임이다. 2019년 8월 27일 마이크로소프트 윈도우용으로, 2019년 12월 6일 플레이스테이션 4, 엑스박스 원용으로 출시되었다. 이 게임에서 플레이어는 영장류 혈통을 통제하며 선사시대의 아프리카에서 생존하고 진화를 용이케 해야하는 업무를 맡게 된다. 어쌔신 크리드: 브라더후드 출시 이후 패트리스 데실레트의 첫 게임이다.

## 게임플레이
앤세스터: 인류의 여정은 3인칭 관점에서 플레이되는 생존 게임이다. 이 게임에서 플레이어는 원시 씨족의 일원을 통제하고 먹기, 마시기, 잠자기를 통해 플레이어 캐릭터의 체력을 관리하여야 한다. 게임은 Machairodus, 자이언트 혹멧돼지, 크로코딜루스 소르브자르나르소니(악어), 아드크로쿠타 하이에나, 아프리카비단구렁이, 자이언트 마이오세 수달, 아프리카물소 등을 포함한 위협으로 가득찬 오픈 월드인 아프리카 밀림에서 시작한다. 플레이어는 밀림의 나무를 탈 수 있으나 플레이어 캐릭터는 그곳에서 떨어지면 뼈가 부러진다. 플레이어가 게임을 진행할수록 새로운 지역을 플레이어가 탐험할 수 있도록 개방된다.

## 개발
이 게임은 패트리스 데실레트가 유비소프트를 떠낟 이후 2014년 개장된 스튜디오 파나시 디지털 게임스가 개발하였다. 데실레트는 자신의 새 스튜디오에서 툴박스를 만드는데 집중했으며 이로써 캐릭터들이 환경과 상당한 소통을 할 수 있게 되었다. 팀은 선사 시대를 배경으로 게임을 개발하는 것이 의도였으므로 플레이어의 탐험을 위해 거대한 도시를 지을 필요가 없었다.

## 반응
리뷰 애그리게이터 메타크리틱에 따르면 이 게임은 비평가들로부터 엇갈린 평가를 받았다.

### 수상
혼재된 평가에도 불구하고 이 게임은 AVGTR 어워드에서 "Art Direction, Period Influence", "Game, Simulation"에, 그리고 Pégases Awards 2020의 "최고의 국제 인디 게임" 부문에 지명되었다.